# جاکوب کلنبرگر
جاکوب کلنبرگر (انگلیسی: Jakob Kellenberger؛ زادهٔ ۱۹ اکتبر ۱۹۴۴) دیپلمات سوئیسی و رئیس پیشین کمیته بین‌المللی صلیب سرخ (ICRC) وی از سال ۲۰۱۳ رئیس انیستیتوی تحقیقاتی صلح سوئیس است.

## زندگی‌نامه
جاکوب کلنبرگر در سال ۱۹۴۴ در کانتون اپنزل اینرهودن سوئیس متولد شد. کلنبرگر در دانشگاه زوریخ در رشته ادبیات فرانسه و اسپانیایی فارغ‌التحصیل شد. او همچنین در سال ۱۹۷۴ تا ۱۹۷۵ تحصیلاتش را در مؤسسه مطالعات بین‌المللی و در مؤسسه عالی ژنو تکمیل کرد. دوران تحصیل را در تور، فرانسه و گرانادا، اسپانیا گذراند. کلنبرگر پایان‌نامه مدرک کارشناسی خود را در مورد ژان-ژاک روسو و پایان‌نامه دکترای خود را در مورد پدرو کالدرون د لا بارسا نمایشنامه‌نویس اسپانیایی نوشت. او دکترای خود را در رشته ادبیات از دانشگاه زوریخ گرفت.
کلنبرگر هنگامی که دانش آموز دبیرستان بود با الیزابت جسی ازدواج کرد و آن‌ها دو دختر به نام‌های الی اونور و کریستینا دارند. کلنبرگر در ۲۰۱۳ به عنوان رئیس کمیته بنیاد صلح سوئیس منصوب شد، وی برنامه‌ریزی سالانه مالی و برنامه صلح این بنیاد را تحت نظارت قرار داد. بر مبنای همین تجربه کلنبرگر انستیتوی تحقیقاتی صلح سوئیس را تشکیل و توسعه داد.

## فعالیت‌ها
جاکوب کلنبرگر در سال ۱۹۷۴ وارد سرویس امورخارجه سوئیس (اداره فدرال امور خارجه) شد. او به مادرید، سپس بروکسل و بعد به لندن فرستاده شد. از سال ۱۹۸۴ تا ۱۹۹۲، رئیس وزارت امور خارجه و امور اقتصادی سوئیس در اتحادیه اروپا EFTA بود وی در سال ۱۹۸۸، از مقام دیپلماتیک در وزارت خارجه به سفیر سوئیس ارتقا یافت. از سال ۱۹۸۹ تا ۱۹۹۱، وی مسئول هیئت مذاکرات حمل و نقل سوئیس (ترانزیت) با اتحادیه اروپا بود. کلنبرگر در سال ۱۹۹۲ به سمت وزیر امور خارجه منصوب شد. از سال ۱۹۹۲ تا ۱۹۹۹ او پست‌هایی در وزارت امور خارجه، رئیس اداره امور سیاسی در وزارت امور خارجه فدرال سوئیس را برعهده داست. از سال ۱۹۹۴ تا ۱۹۹۸، هماهنگ‌کننده و مذاکره‌کننده اصلی مذاکرات دوجانبه در بخش‌های مختلف سوئیس با اتحادیه اروپا بود.

## آثار
- جاکوب کلنبرگر، سیاست سازی کارهای بشر دوستانه؟ در: شاخص پاسخ بشر دوستانه ۲۰۱۰، دارا، مادرید ۲۰۱۰[۵]
- جاکوب کلنبرگر، پاسخ ICRC به جابجایی داخلی: قدرت، چالش‌ها و محدودیت‌ها، در: بازنگری بین‌المللی صلیب سرخ، سپتامبر ۲۰۰۹، جلد ۹۱، شماره ۸۷۵

ورانتورتونگ در همبستگی با فرانک والتر اشتاینمایر و جاکوب کلنبرگر ۲۰۰۹
- مکالمه با هانس مگنوس ایزنبرگ در: رابرت دمپر داس روت کریوز. فون قهرمانان من فاجعه نور و تبعیض ۲۰۰۹
- یعقوب کلنبرگر، دیپلمات و رئیس‌جمهور ایکرک، من، گسپراخ مین هانجرگ ارنی، زایتگلوگ ورلاگ، برن ۲۰۰۶
- جاکوب کلنبرگر: قانون بین‌المللی حقوق بشر و دیگر قوانین حقوقی: درگیری در شرایط خشونت. در بررسی بین‌المللی صلیب سرخ ۸۵۱/۲۰۰۳